# Galbulidae
Galbulidae Vigors, 1825 è una famiglia di uccelli dell'ordine dei Piciformi.

## Tassonomia
Comprende 5 generi e 18 specie:
- Genere Galbalcyrhynchus
  - Galbalcyrhynchus leucotis Des Murs, 1845 - jacamar guancebianche
  - Galbalcyrhynchus purusianus Goeldi, 1904 - jacamar castano
- Genere Brachygalba
  - Brachygalba salmoni P.L.Sclater & Salvin, 1879 - jacamar dorsoscuro
  - Brachygalba goeringi P.L.Sclater & Salvin, 1869 - jacamar testachiara
  - Brachygalba lugubris (Swainson, 1838) - jacamar bruno
  - Brachygalba albogularis (von Spix, 1824) - jacamar golabianca
- Genere Jacamaralcyon
  - Jacamaralcyon tridactyla (Vieillot, 1817) - jacamar tridattilo
- Genere Galbula
  - Galbula albirostris Latham, 1790 - jacamar beccogiallo
  - Galbula cyanicollis Cassin, 1851 - jacamar guanceblu
  - Galbula ruficauda Cuvier, 1816 - jacamar codarossiccia
  - Galbula galbula (Linnaeus, 1766) - jacamar codaverde
  - Galbula pastazae Taczanowski & Berlepsch, 1885 - jacamar pettorame
  - Galbula tombacea von Spix, 1824 - jacamar mentobianco
  - Galbula cyanescens Deville, 1849 - jacamar frontebluastra
  - Galbula chalcothorax P.L.Sclater, 1855 - jacamar violaceo
  - Galbula leucogastra Vieillot, 1817 - jacamar bronzeo
  - Galbula dea (Linnaeus, 1758) - jacamar del paradiso
- Genere Jacamerops
  - Jacamerops aureus (Statius Müller, 1776) - jacamar maggiore